# Saint-Martin-du-Mesnil-Oury
Saint-Martin-du-Mesnil-Oury (Ausspracheⓘ) ist eine ehemalige französische Gemeinde mit 108 Einwohnern (Stand: 1. Januar 2013) im Département Calvados in der Region Normandie.
Am 1. Januar 2016 wurde Saint-Martin-du-Mesnil-Oury im Zuge einer Gebietsreform zusammen mit 21 benachbarten Gemeinden als Ortsteil in die neue Gemeinde Livarot-Pays-d’Auge eingegliedert.

## Geografie
Saint-Martin-du-Mesnil-Oury liegt im Pays d’Auge. Rund 16 Kilometer nordnordöstlich des Ortes befindet sich Lisieux. Die Vie bildet die Ostgrenze Saint-Martin-du-Mesnil-Ourys.

## Bevölkerungsentwicklung
| Jahr                             | 1793 | 1836 | 1876 | 1926 | 1946 | 1975 | 1990 | 2013 |
| Einwohner                        | 111  | 164  | 161  | 138  | 107  | 111  | 91   | 108  |
| Quelle: Cassini, EHESS und INSEE |      |      |      |      |      |      |      |      |

## Sehenswürdigkeiten
- Kirche Saint-Martin aus dem 16. Jahrhundert, seit 1974 Monument historique[3]
- Schloss Saint-Martin-du-Mesnil-Oury